# Evangelist (organisation)
 For alternative betydninger, se Evangelist (flertydig). (Se også artikler, som begynder med Evangelist)
Evangelist er en tværkirkelig kristen kontroversiel missionsorganisation.
Evangelist, hvis hovedkontor ligger i Gørløse, blev stiftet af Christian Hedegaard og fruen, Karen Hedegaard i 2000 og har som mål "at forkynde evangeliet om Jesus Kristus for danskerne". Det gøres med stærkt fokus på evangelisation, dæmonuddrivelse og religiøs helbredelse af sygdomme og misbrugsproblemer. Teologisk set falder bevægelsens lære under pinsebevægelsen og hører til den karismatiskkristne fremgangsteologi.
Evangelist blev kritiseret af det nu nedlagte Dialogcentret og af www.kritisk.dk for at have stærkt sekteriske og autoritære tendenser.
En stor del af bevægelsens aktiviteter foregår i Gørløse i Nordsjælland, hvortil mange af dens medlemmer i de senere år er flyttet. Her har medlemmer af bevægelsen opkøbt en række ejendomme. Evangelist som organisation ejer ikke noget; det er i strid med vedtægterne. Der er også kritik af dæmonuddrivelser.
I landsbyen Arnborg syd for Herning har medlemmer opkøbt flere huse også til lokalbefolkningens store utilfredshed. Evangelist har drevet et rehabiliteringshjem for narkomaner og alkoholikere fem km uden for byen. Stedets behandlingsmetoder er omstridte pga. en række negative tilfælde., og i 2011 blev bevægelsen idømt bødestraf for kvaksalveri Dog skal det tilføjes, at der ifølge dem selv også har været succeshistorier.
Ud over at drive mission- og rehabiliteringsarbejde er Evangelist involveret i almennyttigt arbejde:
- Online Chat via organisationens hjemmeside, hvor frivillige medarbejdere hver aften mellem 20-24 chatter med dem, der har problemer, forbønsemner, brug for nogen at snakke med eller spørgsmål til arbejdet
- Mediearbejde der bl.a. sender live web-tv via hjemmesiden hver søndag aften fra 22-24.
- Livsstilsskolen Powerskolen
- Nødhjælparbejde
- Støtte til fængselsmission og gadearbejde blandt hjemløse i ind- og udland

Foreningen udgiver desuden musik, undervisningsmateriale og en gratis avis med historier om mennesker, der har oplevet et mirakel fra Gud.